# Zack Gibson
Jack Rea (Liverpool, Merseyside, 8 de agosto de 1990) es un luchador profesional británico quien trabaja en All Elite Wrestling (AEW). Es conocido por su trabajo para la empresa estadounidense WWE, en la que se presentó con el nombre de Rip Fowler. También ha laborado para varias empresas independientes europeas bajo el nombre de Zack Gibson.

## Carrera

### Circuito independiente (2009–2018, 2023–presente)
Después de ser entrenado por Andy Baker y Alex Shane, Rea debutó como luchador profesional en 2009 para la promoción en inglés, FutureShock Wrestling como Zack Diamond. En marzo de 2010, Rea comenzó a usar el nombre de Zack Gibson .  Gibson ingresó al Torneo de Trofeo FutureShock 2011, llegando a la final solo para perder contra CJ Banks.  En 2010, Rea hizo su debut para Grand Pro Wrestling como Zack Diamond perdiendo ante Jack Gallagher .  Diamond se convirtió en campeón británico de GPW después de derrotar al excampeón CJ Banks, Gallagher y Martin Kirby en un combate de cuatro vías. Un año después de su debut en GPW, Diamond se unió a Xander Cooper, Mikey Whiplash y Danny Hope, donde derrotaron a Gallagher, Bruce Sheila, William Gaylord y Noam Dar. En GPW Heroes & Villains, Diamond perdió el campeonato ante Jack Gallagher. 
En 2016, Gibson hizo su debut con 5 Star Wrestling, perdiendo ante Big Damo. En 2018, antes del cierre de la promoción, Gibson hizo su regreso a 5 Star perdiendo ante Rey Mysterio por descalificación después de golpear a Mysterio con un golpe bajo .  
En marzo de 2017, Gibson hizo su debut en What Culture Pro Wrestling (ahora Defiant Wrestling ) como parte de la Copa del Mundo de Wrestling Pro - Clasificatorios de inglés, perdiendo ante Jimmy Havoc en la primera ronda.  Comenzó a luchar en el programa semanal de Defiant Cargado a fines de 2017 y 2018. Derrotó a Rampage Brown en el evento Chain Reaction del 18 de febrero de 2018. Su último partido para la promoción antes de irse a la WWE, sería en marzo de 2018, con Gibson perdiendo un partido de clasificación de Magnificent.
El 14 de octubre de 2023, tanto Drake como Gibson anunciaron que aceptarían reservas independientes. Al día siguiente, hicieron su primera aparición independiente desde su lanzamiento en el evento Live 3 de Deadlock Pro-Wrestling, donde respondieron a un desafío abierto establecido por los campeones en parejas de DPW, The Workhorsemen.

### WWE

#### NXT UK (2018-2020)
Zack Gibson fue anunciado para el WrestleMania Axxess de la WWE durante el fin de semana de Wrestlemania 34 como parte de un torneo por el Campeonato del Reino Unido de WWE donde perdió a Mark Andrews en la primera ronda. Posteriormente, se informó sobre que Gibson había firmado un contrato con WWE.
El 16 de mayo de 2018, se anunció que Gibson sería uno de los 16 participantes del WWE United Kingdom Championship Tournament donde el ganador de dicho torneo, sería nombrado retador #1 al Campeonato del Reino Unido de WWE. En el primer día de dicho evento, Gibson venció a Jack Gallagher, a Flash Morgan Webster y finalmente a Travis Banks para ser designado como retador #1 por el título. En el segundo día del evento, Gibson fue derrotado por Pete Dunne por el Campeonato del Reino Unido de WWE. El 22 de agosto en NXT, Gibson nuevamente fue derrotado por Dunne en una lucha titular.
Posteriormente, Gibson participaría junto a James Drake en un torneo de parejas para ser los inaugurales Campeones en Parejas del Reino Unido de NXT. Gibson y Drake derrotaron a Flash Morgan Webster & Mark Andrews, clasificando a la final del torneo. En NXT UK TakeOver: Blackpool, Gibson y Drake derrotaron a Moustache Mountain (Trent Seven & Tyler Bate), ganando el inaugural Campeonato en Parejas del Reino Unido de NXT.
Se confirmó la participación de Gibson en Worlds Collide, un torneo donde el ganador sería designado retador #1 a cualquier campeonato de 205 Live, NXT o NXT UK, pero fue eliminado por Humberto Carrillo en la primera ronda.

#### NXT (2020–2023)
El 19 de febrero en NXT, Gibson y Drake debutaron en NXT derrotando a Legado del Fantasma (Raúl Mendoza and Joaquin Wilde). A partir de eso, participaron en diversas luchas relacionadas con la división en parejas de NXT.
Después de meses de ausencia, Gibson y Drake reaparecieron como los misteriosos acompañantes de Joe Gacy bajo los nombres de Rip Fowler y Jagger Reed respectivamente, donde ambos lucían sin barba y bigote y con heterocromía.
Empezando el 2023, en el Main Event emitido el 5 de enero, fue derrotado por Shelton Benjamin.
En la edición del 12 de septiembre de NXT, Gacy confirmó que Fowler y Reid ya no eran miembros de Schism en una viñeta pregrabada. El 14 de septiembre, Reid y Fowler abandonaron la WWE después de que expiraran sus contratos.

### Total Nonstop Action Wrestling (2024)
El 26 de diciembre de 2023, se reveló que Gibson y Drake harían su debut en TNA Wrestling en Hard To Kill. Más tarde se anunció que desafiarían por el Campeonato Mundial en Parejas de TNA, junto con The Rascalz (Zachary Wentz y Trey Miguel) y Speedball Mountain (Mike Bailey y Trent Seven), contra los campeones ABC (Chris Bey y Ace Austin), que fue ganado por ABC. El Director de Autoridad Santino Marella luego haría una serie al mejor de tres entre los dos equipos por los títulos, con GYV ganando el primer combate y ABC ganando el segundo. GYV perdió el tercer y decisivo combate en No Surrender.

### All Elite Wrestling (2024-presente)
El 25 de abril de 2024, se reveló que Gibson y Drake harían su debut en All Elite Wrestling en el episodio del 27 de abril de Collision, donde fueron derrotados por The Acclaimed (Anthony Bowens y Max Caster).
En All In el 25 de agosto, Drake y Gibson hicieron su regreso a AEW y se enfrentaron a los Campeones Mundiales en Parejas de AEW The Young Bucks (Nicholas Jackson y Matthew Jackson) antes de atacar a FTR (Cash Wheeler y Dax Harwood), estableciendo oficialmente a los dos como heels para la empresa.

## Campeonatos y logros
- 5 Star Wrestling
  - 5 Star: Real World Championship (1 vez)

- Attack! Pro Wrestling
  - Attack! Pro Wrestling 24/7 Championship (1 vez) - con Sam Bailey

- Britannia Wrestling Promotions
  - One Night Tournament winner (1 vez)
  - PWI:BWP World Catchweight Championship (1 vez)

- Burning Heart Pro Wrestling
  - Burning Heart Tag Team Championship (1 vez, actual) - con James Drake

- Deadlock Pro-Wrestling
  - DPW Worlds Tag Team Championship (1 vez, actual) - con James Drake

- FutureShock Wrestling
  - FSW Championship (3 veces)

- Grand Pro Wrestling
  - GPW British Championship (2 veces)

- Insane Championship Wrestling
  - ICW Zero-G Championship (1 vez)

- New Generation Wrestling
  - NGW Tag Team Championship (1 vez) - con Sam Bailey

- New Japan Pro-Wrestling
  - Strong Openweight Tag Team Championship (1 vez) - con James Drake

- Over the Top Wrestling
  - OTT Tag Team Championship (1 vez) - con Charlie Sterling y Sha Samuels

- Progress Wrestling
  - Progress Tag Team Championship (3 veces) - con James Drake

- World Wrestling Entertainment/WWE
  - NXT UK Tag Team Championship (1 vez, inaugural) - con James Drake
  - United Kingdom Championship Tournament (2018)